# Association sportive montferrandaise Clermont Auvergne
L'Association sportive Montferrandaise Clermont Auvergne o ASM Clermont Auvergne, più familiarmente Clermont, è un club francese di rugby a 15 di Clermont-Ferrand.
Nato nel 1911 come AS Michelin per iniziativa di Marcel Michelin, l'industriale proprietario dell'omonima fabbrica di pneumatici, e trasformatosi nel 1922 in AS Montferrandaise dal nome del quartiere di Montferrand in cui si trova la sede, assunse la denominazione attuale nel 2004, con la trasformazione in società anonima.
La squadra è, al 2017, campione di Francia in carica, avendo vinto il titolo al termine del Top 14 2016-17; si tratta del secondo titolo nazionale vinto dal club, il quale vanta il successo in un'edizione della Coppa di Francia (2001) e in due Challenge Cup, nel 1999 e nel 2007.
La squadra disputa i suoi incontri interni allo stadio Marcel Michelin, che ha una capacità di 18030 posti.
Le uniformi di gioco sono gialle e blu, assortimento cromatico affine a quello del logo della Michelin, a sua volta ancora affine ai colori civici della città di Clermont-Ferrand, giallo oro e blu Savoia.

## Storia
Questa squadra è stata fondata nel 1911 con il nome Association Sportive Michelin per poi diventare nel 1922 Association Sportive Montferrandaise.

Infine nel giugno 2004: ASM Clermont Auvergne.
Ha vinto il suo primo campionato francese nel 2010 dopo ben 10 finali perse.
Vince tre volte il Challenge Yves du Manoir nel 1938, 1976 e 1986 e la Coppa di Francia nel 2001.
Nel 1999 vince la European Challenge Cup in una finale tutta francese con il CS Bourgoin (35-16), nel 2007 la rivince battendo in finale gli inglesi del Bath Rugby. Il 10 maggio 2019 al St. James Park di Newcastle vince ancora la European Challenge Cup, battendo lo Stade Rochelais, col punteggio finale di 36-16.

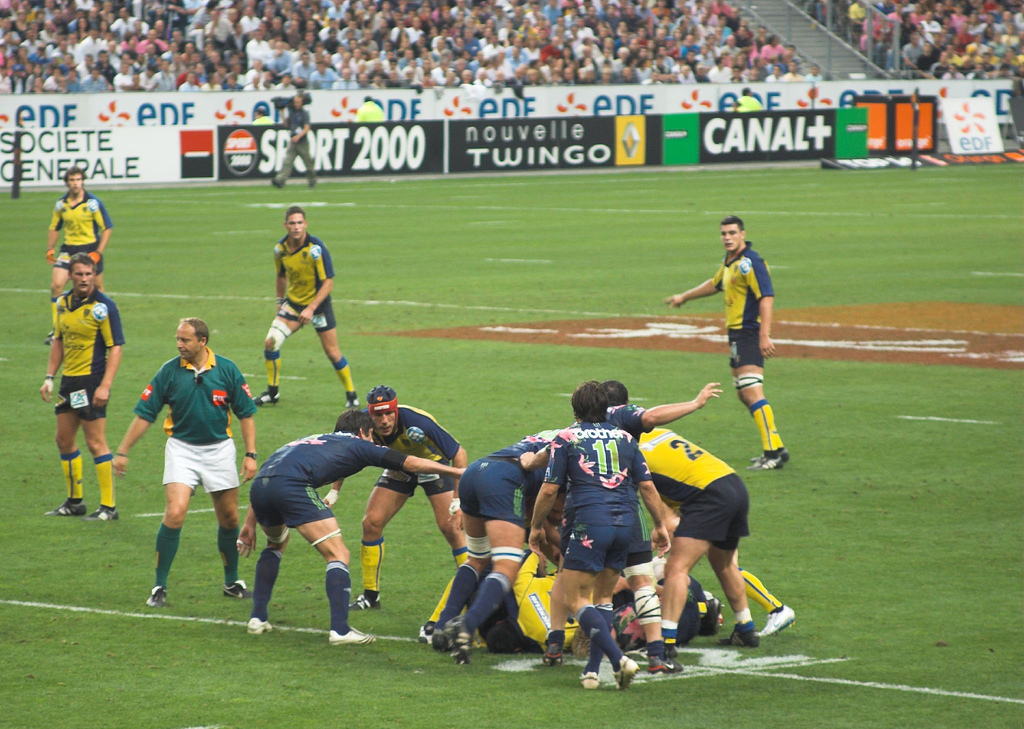
Finale di Top 14 tra Clermont e Stade français.

## Palmarès
- Challenge Cup: 3
1998-99, 2006-07, 2018-19
- Campionati francesi: 2
2009-10, 2016-17
- Coppe di Francia: 4
1938, 1976, 1986, 2001

## Giocatori di rilievo
I seguenti giocatori hanno rappresentato la loro nazionale alla Coppa del Mondo di rugby mentre giocavano per il Clermont:
- 1991:  Philippe Marocco,  Philippe Saint-André
- 1995:  Olivier Merle,  Arnaud Costes,  Philippe Saint-André
- 1999:  Olivier Magne,  Arnaud Costes,  Jimmy Marlu
- 2003:  Olivier Brouzet,  Thibaut Privat,  Olivier Magne,  Gérald Merceron,  Tony Marsh,  David Bory,  Aurélien Rougerie,  Johnny Ngauamo
- 2007:  Julien Bonnaire,  Pierre Mignoni,  Aurélien Rougerie,  Jamie Cudmore,  Seremaia Bai,  Vilimoni Delasau,  Alessandro Troncon,  Gonzalo Canale,  Martín Scelzo, Gonzalo Longo,  Goderdzi Shvelidze,  Davit Zirakashvili,
- 2011:  Julien Bonnaire,  Julien Pierre,  Morgan Parra,  David Skrela,  Aurélien Rougerie,  Jamie Cudmore,  Mario Ledesma,  Viktor Kolelishvili,  Davit Zirakashvili,  Nathan Hines,  Gonzalo Canale,  Kini Murimurivalu,  Ti’i Paulo,  Lee Byrne
- 2015:  Benjamin Kayser,  Vincent Debaty,  Damien Chouly,  Morgan Parra,  Wesley Fofana,  Noa Nakaitaci,  Scott Spedding,  Peceli Yato,  Viktor Kolelishvili,  Davit Zirakashvili,  Jamie Cudmore,
- 2019:  Rabah Slimani,  Sébastien Vahaamahina,  Arthur Iturria,  Camille Lopez,  Wesley Fofana,  Damian Penaud,  Alivereti Raka,  Tim Nanai-Williams,  Greig Laidlaw,  Peceli Yato,
- 2023:  George Moala,  Tomás Lavanini,  Marcos Kremer.